# Centralafrikanska republikens flagga
Centralafrikanska republikens flagga antogs av Centralafrikanska republiken den 1 december 1958. Den innehåller dels färger från den tidigare kolonialmaktens flagga, och dels de panafrikanska färgerna rött, gult och grönt. Den gula stjärnan i övre vänstra hörnet symboliserar frihet. Ursprungligen var det tänkt att denna flagga skulle vara gemensam för de länder som skulle ingå i en union under fransk ledning. Arkitekten bakom denna union, Barthélemy Boganda, som även blev den nya republikens förste president, tänkte sig därför följande symbolik kring flaggans färger:
- Blå: Franska Kongos hav
- Vit: Tchads bomull
- Gul: Centralafrikas naturresurser
- Grön: Gabons skogar
- Röd: Blodet som offrats av martyrerna
- Stjärnan: Leder ländernas folk mot frihet och deltagande

Flaggan användes i oförändrat skick även under Centralafrikanska kejsardömet 1976–1979. Proportionerna är 2:3.